# BR-491
De BR-491 is een federale weg in de deelstaat Minas Gerais in het zuiden van Brazilië. De weg is een verbindingsweg die de BR-381 verbindt met de BR-265 bij São Sebastião do Paraíso.
De weg heeft een lengte van 260 kilometer.

## Aansluitende wegen
- BR-381 en MG-167
- MG-453 bij Paraguaçu
- BR-369 en MG-179 bij Alfenas
- MG-184 bij Areado
- BR-146 en MG-446 bij Muzambinho
- BR-146 en MG-450 bij Guaxupé
- MG-449
- BR-265 en MG-050 bij São Sebastião do Paraíso

## Plaatsen
Langs de route liggen de volgende plaatsen:
- Varginha
- Elói Mendes
- Paraguaçu
- Alfenas
- Areado
- Monte Belo
- Muzambinho
- Guaxupé
- Guaranésia
- Monte Santo de Minas
- São Sebastião do Paraíso